# 米纳斯吉拉斯州天主教大学
米纳斯吉拉斯州天主教大学（Pontifical Catholic University of Minas Gerais， PUC-MG）是一所位于贝洛奥里藏特米纳斯吉拉斯州的私立非营利性巴西天主教会大学。在2006、2010及2013年，该大学被评选为巴西最佳私立大学。 由贝洛奥里藏特天主教教区经营。

## 概要

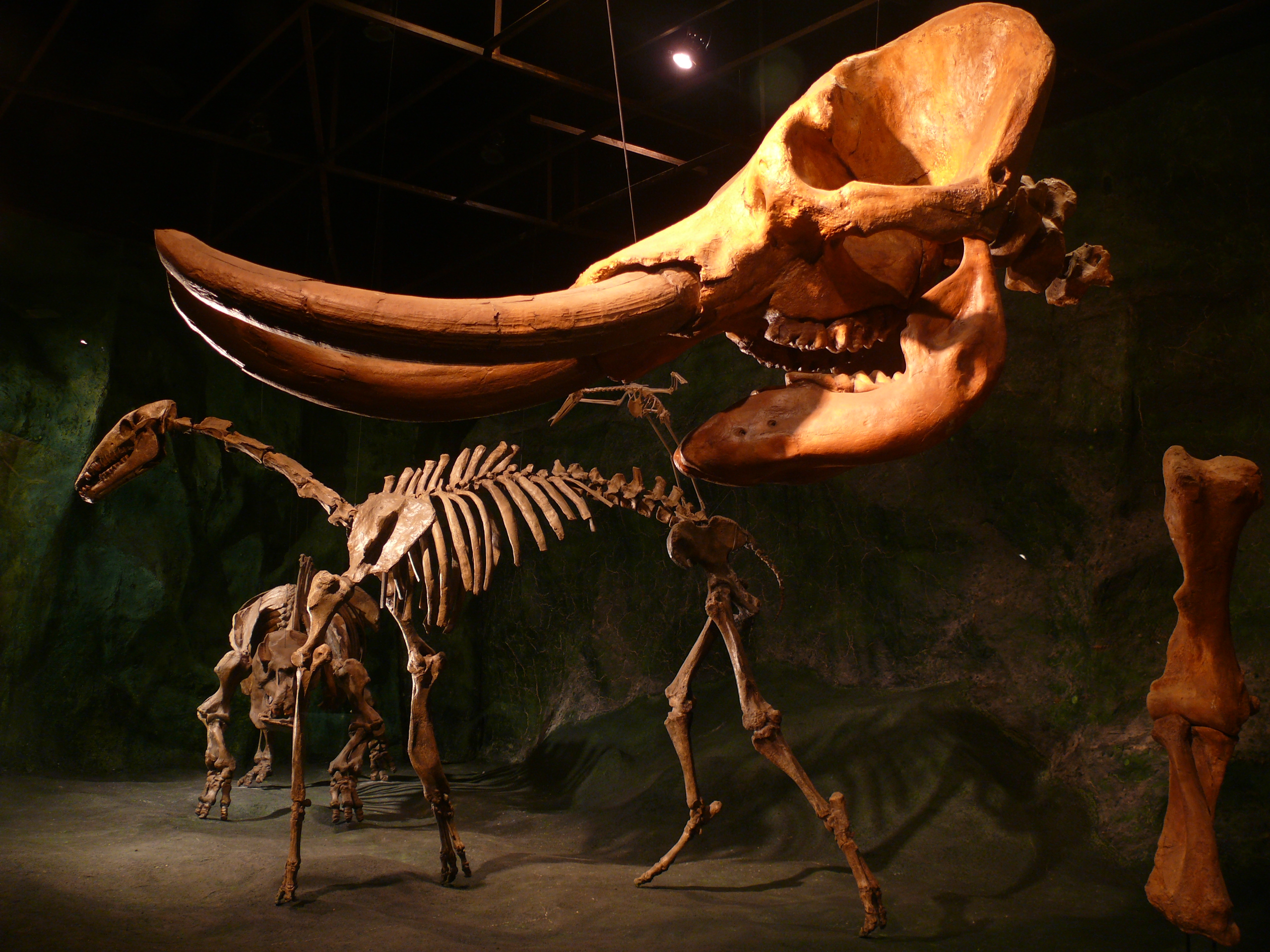
PUC-MG

米纳斯吉拉斯州天主教大学是一所位于米纳斯吉拉斯州的高等教育机构，拥有超过100栋楼供实验室、图书馆、博物馆、电视台、远距离教学中心、多媒体室、剧院、演讲厅、兽医医院、心理门诊、病理及心理治疗以及其他用途使用。
作为巴西最好的大学之一，该学校被巴西教育部的高等教育学校指数评价中获得4分。最高分是5，几乎被公立大学独享。
该学校连续两年获得由Euvaldo Lodi Institute下属的米纳斯吉拉斯工业联盟颁发的奖项，以鼓励其为学生融入公司进行的训练。该奖项由与其合作的综合培训大学（Integrated Training University）教授Evanilde Maria Martins在米纳斯吉拉斯工业联盟演讲厅举办的典礼上领取。
在2003年，米纳斯吉拉斯州天主教大学是首个建立了气象学研究实验室的巴西私立大学。该实验室是通过与Cemig （Companhia Energética de Minas Gerais）的伙伴关系建立的气象学卓越学科中心MG Time。该中心拥有收集天气信息的仪器，并拥有一个地质学实验室。
该中心的目标是为米纳斯吉拉斯853自治市提供3日天气预测，发布严重风暴警报，并为农业、路路及铁路运输、电力、工业和旅游业提供气象预报。

## 校园
米纳斯吉拉斯州天主教大学在贝洛奥里藏特除了拥有在Coração Eucarístico区的总部外，还有校区位于巴雷鲁区、São Gabriel区、阿尔科斯、贝廷、孔塔任、瓜尼扬伊斯、波苏斯－迪卡尔达斯和塞鲁。

## 延伸阅读
- 巴西大学排名
- 巴西高等教育机构